# A Song for XX
A Song for XX – pierwszy oficjalny album japońskiej piosenkarki Ayumi Hamasaki. Album zadebiutował w rankingu Oricon – znalazł się na #1 pozycji. Utrzymywał się przez sześćdziesiąt trzy tygodnie w Oriconie. Sprzedano ponad milion kopii płyty.

## Lista utworów
| #  | Tytuł              | Muzyka           | Aranżacja                      | Czas |
| -- | ------------------ | ---------------- | ------------------------------ | ---- |
| 1  | "Prologue"         | Yasuhiko Hoshino | Yasuhiko Hoshino               | 1:25 |
| 2  | "A Song for XX"    | Yasuhiko Hoshino | Yasuhiko Hoshino               | 4:44 |
| 3  | "Hana"             | Yasuhiko Hoshino | Yasuhiko Hoshino               | 4:06 |
| 4  | "FRIEND"           | Yasuhiko Hoshino | Akimitsu Honma                 | 4:11 |
| 5  | "FRIEND II"        | Mitsuru Igarashi | Mitsuru Igarashi               | 3:59 |
| 6  | "poker face"       | Yasuhiko Hoshino | Akimitsu Honma                 | 4:40 |
| 7  | "Wishing"          | Hideaki Kuwabara | Akimitsu Honma                 | 4:29 |
| 8  | "YOU"              | Yasuhiko Hoshino | Akimitsu Honma                 | 4:44 |
| 9  | "As if..."         | Kazuhito Kikuchi | Akimitsu Honma                 | 5:36 |
| 10 | "POWDER SNOW"      | Hideaki Kuwabara | Akimitsu Honma                 | 5:26 |
| 11 | "Trust"            | Takashi Kimura   | Akimitsu Honma, Takashi Kimura | 4:48 |
| 12 | "Depend on you"    | Kazuhito Kikuchi | Akimitsu Honma, Takashi Morio  | 4:20 |
| 13 | "SIGNAL"           | Hideaki Kuwabara | Akimitsu Honma                 | 4:25 |
| 14 | "from your letter" | Akio Togashi     | Akio Togashi                   | 4:37 |
| 15 | "For My Dear..."   | Yasuhiko Hoshino | Yasuhiko Hoshino               | 4:32 |
| 14 | "Present"          | Yasuhiko Hoshino | Yasuhiko Hoshino               | 4:30 |